# 谢雪
谢雪（法語：Cheyssieu，法語發音：[ʃesjø]）是法国伊泽尔省的一个市镇，位于该省西北部，属于维埃纳区。

## 地理
谢雪（45°25'44"N, 4°50'23"E）面积8.55 平方千米，位于法国奥弗涅-罗讷-阿尔卑斯大区伊泽尔省，该省份为法国东南部内陆省份，北起顺时针与安省、萨瓦省、上阿尔卑斯省、德龙省、阿尔代什省、卢瓦尔省和罗讷省。
与谢雪接壤的市镇（或旧市镇、城区）包括：韦尔尼奥、阿雪、瓦雷兹河畔欧布里沃、莱科特达雷。

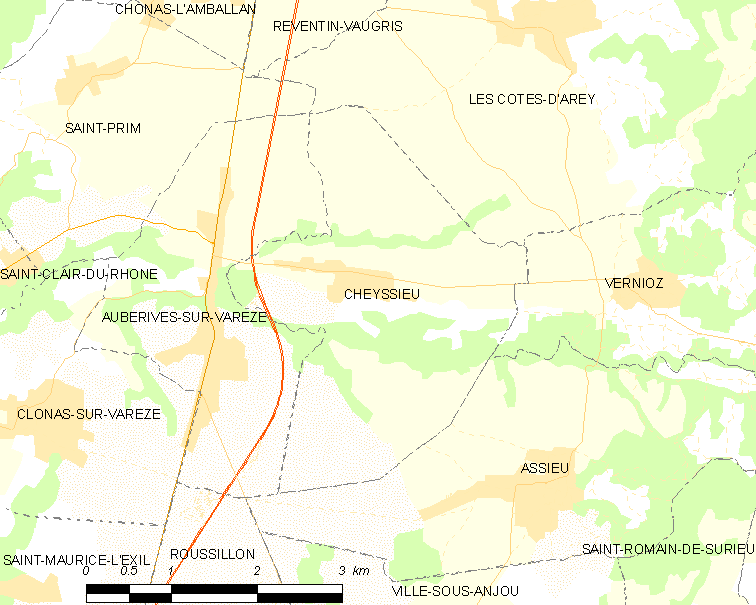
谢雪的OSM定位图

谢雪的时区为UTC+01:00、UTC+02:00（夏令时）。

## 行政
谢雪的邮政编码为38550，INSEE市镇编码为38101。

## 政治
谢雪所属的省级选区为维埃纳第二县。

## 人口

1962-2008年间谢雪人口变化图示

谢雪于2022年1月1日时的人口数量为1051人。